# Reimegrend (przystanek kolejowy)
Reimegrend – kolejowy przystanek osobowy w Reimegrend, w regionie Hordaland w Norwegii, jest oddalona od Oslo Sentralstasjon o 362,71 km. Leży na wysokości 464,6 m n.p.m. Dawniej była najbardziej na zachód wysuniętą stacją dla służb odśnieżania na Bergensbanen.

## Ruch pasażerski
Należy do linii Bergensbanen, Jest elementem kolei aglomeracyjnej w Bergen i obsługuje lokalny ruch do Bergen, Voss i Myrdal. W ciągu dnia odchodzi z niej ok. 8 pociągów (nie wszystkie pociągi SKM).

## Obsługa pasażerów
Poczekalnia, parking na 15 samochodów. Odprawa podróżnych odbywa się w pociągu.